# قضاء عكار
قضاء عكار هو أحد محافظات لبنان الثمانية، ومركزه هو مدينة حلبا. يمتد من مجرى نهر البارد في الجنوب، حتى مجرى النهر الكبير بمحاذاة الحدود مع سوريا في الشمال، بمساحة تزيد على 776 كيلومتر مربع.
يحده من الشمال الحدود الدولية ومن الشرق محافظة البقاع ومن الغرب سواحل البحر الأبيض المتوسط ومن الجنوب قضاء الضنية. يبلغ عدد سكان القضاء القاطنين فيه 165500 نسمة تقريبا، أي ما يعادل 3.9 % من العدد الإجمالي لسكان لبنان. مركز القضاء مدينة حلبا و من بلداته أيضا , القبيات و هي مركز اصطياف مشهور.

## الجغرافيا
تقسم عكار إلى المناطق التالية:
- الجومة: وهي عبارة عن جزيرة من القرى تصلها ببعضها البعض شبكة طرق، وتقع حول منخفض من الأراضي الخصبة تنعم بينابيع خصبة تمكنها من اعتماد الزراعات السباخية والثمرية. وهي مقر ملاّكي المنطقة الكبار ومنهم ملاكو سهل عكار. وتتألف الجومة من القرى التالية: تاشع، ممنع، عكار العتيقة، الدورة، الشقدوف العليا، عيات، البرج، الشقدوف، عين يعقوب، بزبينا، قبولا، بينو، تلة وشطاحة، العيون، بيت ملات، تكريت، رحبة، جبرايل، ضهر الليسينة، إيلات.
- نجد عكار: وتقسم إلى ثلاث مناطق فرعية حسب الوضع الجغرافي الذي يجعل الزراعات تتبدل تبعاً للارتفاع والريّ.
  - الشفت: الحاكور ومنيارة، كرم عصفور، القنطرة، بيت غطاس، عدبل، مشحة، حيزوق، مزرعة بلدة، السويسة، الجديدة، الزواريب، حكر الشيخ طابا، الشيخ طابا، حلبا، الشيخ محمد، النفيسة، كروم عرب، خريبة الجندي، كوشا بيت الحاج.
  - الدريب الأوسط: الهد، سفينة الدريب، دير جنين، بربارة، خربة شار، عين تنتا، كفر حرة، عين الزيت، الدغلة، خربة داوود، دوير عدوية، البيرة، المجدل، الحوشب، الغزيلة، سرار، الريحانية، شربيلا، التليل، هيتلا، عمار البيكات، وادي الحور، القشلق، الدوسة، الكواشرة، الدبابية، النورة، فريديس، منجز، كفرنون، رماح، شخلار، العوينات.
  - الدريب الأعلى: شدرا، مشتى حمود، مشتى حسن، مقيبلة، وادي خالد، حنيدر، قرحة، مونسة، السهلة، البساتين، مراح الخوخ، كفرتون، قنية، أكروم، السنديانة، القبيات، عندقت، عيدمون.
- الهضبات حيث منطقة القيطع: وادي الجاموس، ببنين، المحمرة، العبدة، برج العرب، ذوق الحبالصة، ذوق الحصنية، بقرزلا، ضهر حدارة، دير دلوم، مجدلا، برقايل، القرقف، عيون الغزلان، جديدة القيطع، بزال، سفينة القيطع، دنبو، المباركية، سيسوق، قلود الباقية، مارتوما.
- جرد عكار: ويشغل مساحة شرقي المنطقة بكاملها ابتداءً من حدود محافظة عكار إلى نهر أبو موسى في الجنوب لغاية الحدود السورية في الشمال ويتألف من القرى التالية: قبعيت، حرار، حبشيت، خربة الجرد، شان، الحويش، بيت يونس، القرنة، بيت أيوب، لبنان، مشمش، فنيدق.
- السهل: في حد ذاته وهو مصدر الثروة الزراعية حيث يعيش سكانه من الأرض، و 6% من الملكيات تشمل نصف الأراضي ويتألف من القرى التالية: القليعات، تل معيان، بلانة الحيصة، الحيصة، المسعودية، تلبيرة، تلحبيرة ،العبودية، حكر الضاهري، السماقية، سعدين، دارين، تل عباس الشرقي، تل عباس الغربي، تل بيبة، الشيخ زناد، الكنيسة، قبة بشمرا، كفر ملكي، المقيطع، العريضة.

## ديموغرافيا
غالبية سكان قضاء عكار تتكون من أغلبية من المسلمين السُنّة، تليها أقلية كبيرة من المسيحيين الأرثوذكس. الموارنة هم ثاني أكبر طائفة مسيحية، ويقيمون عادة حول مدينة القبيات. ويتواجد الروم الملكيين الكاثوليك أيضاً بأعداد صغيرة في المنطقة. والقضاء هو أيضاً موطن لأكبر عدد من العلويين في لبنان. يشكل السكان ذوي الأصول التركية أغلبية سكانية في الكواشرة وعيدمون.

## مواقع خارجية
- مركز المعلوماتية للتنمية الحلية نسخة محفوظة 1 فبراير 2009 على موقع واي باك مشين.